# Schonen-Linie

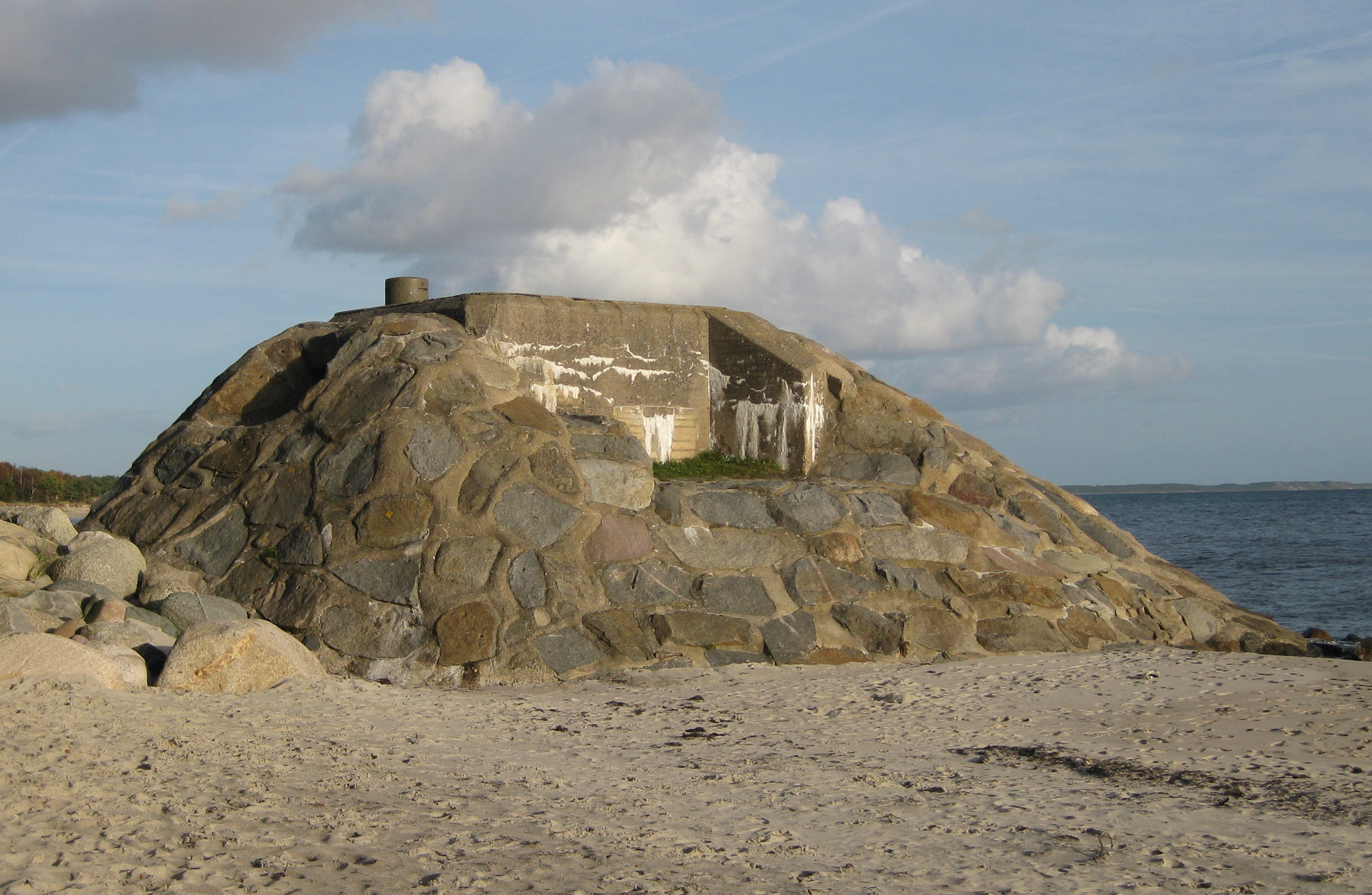
Verschlossener Bunker östlich von Ystad

Die Schonen-Linie (schwedisch Skånelinjen, auch Per-Albin-Linie (schwedisch Per Albin-linjen) nach dem Premierminister Per Albin Hansson während des Zweiten Weltkrieges) war eine 500 km lange Kette von leichten Befestigungen an der Küste der südschwedischen Region Schonen. Zweck dieser Verteidigungslinie war der Schutz der Neutralität Schwedens vor einer möglichen deutschen, alliierten oder sowjetischen Invasion während des Zweiten Weltkrieges. Die Schonen-Linie von Halland über Schonen bis Blekinge bestand aus zwei Verteidigungslinien:
- Erste Verteidigungslinie: Betonbunker am Ufer, bewaffnet mit Maschinengewehren und leichten Kanonen.
- Zweite Verteidigungslinie: 300 Meter landeinwärts bewaffnete Truppen hinter Stacheldraht, einige in Betonbunker